# Cantó de Hochfelden
El cantó de Hochfelden (alsacià Kanton Huffàlde) és una antiga divisió administrativa francesa que estava situada al departament del Baix Rin i a la regió del Gran Est.
Va desaparèixer al 2015 i el seu territori es va dividir entre el cantó de Bouxwiller i el cantó de Saverne.

## Composició
El cantó de Hochfelden aplegava 29 comunes :
| Nom alsacià           | Nom francès            | Nom alemany            |
| Àltackedorf           | Alteckendorf           | Alteckendorf           |
| Åttedorf              | Ettendorf              | Ettendorf              |
| Àtzne                 | Hohatzenheim           | Hohatzenheim           |
| Bossedorf             | Bossendorf             | Bossendorf             |
| Dunzne                | Duntzenheim            | Dunzenheim             |
| Freedelse             | Friedolsheim           | Friedolsheim           |
| Gäiswiller            | Geiswiller             | Geisweiller            |
| Gíngse                | Gingsheim              | Gingsheim              |
| Gràssedorf            | Grassendorf            | Grassendorf            |
| Huffàlde / Huuchfälde | Hochfelden             | Hochfelden             |
| Huhfrànkne            | Hohfrankenheim         | Hohfrankenheim         |
| Íngne                 | Ingenheim              | Ingenheim              |
| Issehüse              | Issenhausen            | Issenhausen            |
| Líxhüse               | Lixhausen              | Lixhausen              |
| Malse                 | Melsheim               | Melsheim               |
| Mínversche            | Minversheim            | Minversheim            |
| Míttelhüse            | Mittelhausen           | Mittelhausen           |
| Mutzehüse             | Mutzenhouse            | Mutzenhausen           |
| Ríngeldorf            | Ringeldorf             | Ringeldorf             |
| Ríngendorf            | Ringendorf             | Ringendorf             |
| Saselse               | Saessolsheim           | Sässolsheim            |
| Schaffhüse            | Schaffhouse-sur-Zorn   | Schaffhausen           |
| Scharle               | Scherlenheim           | Scherlenheim           |
| Schwíngelse           | Schwindratzheim        | Schwindratzheim        |
| Wàltene               | Waltenheim-sur-Zorn    | Waltenheim             |
| Wickersche            | Wickersheim-Wilshausen | Wickersheim-Wilshausen |
| Wílse                 | Wilwisheim             | Wilwisheim             |
| Wíngersche            | Wingersheim            | Wingersheim            |
| Zawerschdorf          | Zœbersdorf             | Zöbersdorf             |

## Història
| Data d'elecció | Identitat         | Partit | Qualitat |
| -------------- | ----------------- | ------ | -------- |
| 2001-          | Bernard Ingwiller |        |          |